# Синестро
Таал Синестро (англ. Thaal Sinestro) — суперзлодей комиксов издательства DC Comics. Созданный Джоном Блумом и Гилом Кейном, Синестро был бывшим наставником Хэла Джордана, впоследствии его заклятым врагом. Впервые появился в Green Lantern (vol. 2) #7 в июле-августе 1961 года. Имеет дочь, члена Корпуса Зелёных Фонарей по имени Сораник Нату, а также является шурином Зелёного Фонаря Абин Сура.

## Биография

### Корпус Зелёных Фонарей

Первая встреча с Хэлом Джорданом. Green Lantern (Vol. 4) #32

До получения кольца силы, Таал Синестро был антропологом на планете Коругар и занимался реконструкцией древних руин. На одной из таких реконструкций он нашёл раненого Зелёного Фонаря по имени Прол Госгоса, который совершил аварийную посадку на Коругаре. Он передал своё кольцо Синестро, который после победил преследователя Прола, одного из Оружейников Кварда. После этого Госгоса попросил Синестро дать ему кольцо, чтобы оно спасло ему жизнь, но Синестро оставил его умирать и занял его место.
Синестро был выбран стражами Вселенной, чтобы стать одним из Зелёных Фонарей, руководствуясь его бесстрашием. Был одним из лучших среди тех, кто руководил секторами: его сектор 1417 под его руководством был практически лишён преступности и беззакония. Никогда не ошибался в своих решениях и суждениях, что позже стало одной из его роковых ошибок. Он высоко ценился Стражами Вселенной, и был назначен в качестве наставника для новобранцев, последним из которых был Хэл Джордан, с которым они быстро стали друзьями.
На протяжении всего пребывания в Корпусе, Синестро дружил с Абин Суром, в конечном счёте женился на Арин Сур, его сестре, и позже обзавёлся двумя детьми. Абин рассказал Синестро о пророчестве «Чёрная ночь», которое предсказывает войну, которая уничтожит всё живое, а также рассказал про пять корпусов эмоционального спектра силы, описанных в пророчестве.

#### Диктатор Коругара
Во время своих первых миссий Хэл Джордан действовал безрассудно и непрофессионально, и Синестро посчитал его обучение пустой тратой времени. По возвращении с Земли, Хэл обнаружил, что на своей родной планете Коругар Синестро установил диктатуру, заставив жителей поклоняться себе, и ввёл свод жёстких правил. Хэл поднял восстание и после недолгого боя победил Синестро, но понял, что тем самым нарушил правила, запрещающие применять силу против членов Корпуса, и теперь им придётся скрываться от наказания Стражей. После недолгого пребывания в одной из тюрем Земли вместе с Хэлом, Охотник за головами Оан вернул его на планету Оа, где он был осуждён и Хэл свидетельствовал против него. Синестро поклялся отомстить Хэлу, и был изгнан на планету Квард. Там он встретился с группой, носящей название Оружие Кварда, которые помогли ему выковать жёлтое кольцо силы для борьбы с корпусом Зелёных Фонарей.

### Предательство и наказание
Синестро был изгнан Стражами Вселенной в Антиматериальную Вселенную на планету Квард в сектор −1, Вселенную, противоположную существующей, которая образовалась в результате эксперимента одного из Стражей. На Кварде он встретился с расой, которая именовали себя Оружейники Кварда, питающие ожесточённую ненависть к Стражам Вселенной и к Корпусу Зелёных Фонарей. Стражи посчитали, что Оружейники примут Синестро за одного из Зелёных Фонарей и будут ненавидеть его также, как и всех, но Синестро удалось убедить Оружейников, что у них один враг — Корпус Зелёных Фонарей и объединился с ними, чтобы взять реванш над Корпусом. Оружейники создали жёлтое кольцо силы, и дали его Синестро, отправив его в Материальную Вселенную, чтобы тот отомстил. Синестро быстро набрал мощности, большей частью потому что кольца силы Зелёных Фонарей обладали слабостью к жёлтому цвету спектра. Несмотря на это, члены Корпуса, а также главный враг Синестро — Хэл Джордан, находили самые разные способы дать отпор жёлтому кольцу.
Стражами Вселенной была построена тюрьма на планете Оа, в которую они намеревались заключить Синестро и других преступников, но Синестро хитростью удаётся избежать этого при помощи психологической манипуляции Мэд Года из сектора 3600. Владеющий почти неограниченной властью, Синестро подчинил себе или уничтожил все звёздные системы, кроме группы Зелёных Фонарей Земли. Им удалось захватить его и отправить под суд, обвинив в нескольких актах геноцида. Трибуналом Стражей Вселенной на планете Оа он был признан виновным и был осуждён на казнь, но ему удалось выжить, переместив свою сущность в Центральную Батарею Силы, где он узнал об истинной природе уязвимости зелёных колец Корпуса к жёлтому цвету.
Хэл Джордан был отправлен внутрь Батареи Силы, чтобы восстановить её, и ему удалось победить Синестро. Стражи Вселенной оставили его внутри Батареи навечно, посчитав, что он лишился своих сил. Много лет Синестро провёл внутри, вместе с паразитом Параллаксом — сущностью, воплощением страха, который и являлся причиной, по которой жёлтый цвет преобладал над зелёным. Благодаря их совместным действиям, им удалось изнутри Батареи повлиять на Хэла Джордана, сделать его уязвимым для страха, чтобы он стал сосудом для перемещения в него Параллакса, что и стало окончательным триумфом Синестро.

### Изумрудные сумерки
В то же время, возвращение Стражей Вселенной привело к тому, что Корпус был реконструирован, однако, ненадолго. На планету Оа прибыли Монгул и Хэнк Хеншоу — киборг, который выдавал себя за Супермена. Они намеревались преобразовать Землю в новый межзвёздный корпус Монгула и взять реванш над Суперменом. Монгул и Киборг-Супермен использовали несколько ядерных бомб, сбросив их на побережье Калифорнии и полностью уничтожив родной город Хэла Джордана — Кост-сити и всех его жителей. Обезумев от горя по поводу гибели всей его семьи, Хэл Джордан попросил помощи у Стражей Вселенной, чтобы те использовали свою силу и восстановили город. Стражи отказали Хэлу, запретив использовать кольцо для собственной выгоды, и неукротимая воля и рассудительность Джордана была сломлена. В результате этого, Параллакс получил возможность завладеть им. Находясь под его контролем, Хэл уничтожил почти всех Стражей Вселенной. Большинство членов Корпуса Зелёных Фонарей были убиты или получили увечья, а сам Параллакс стремился поглотить всю энергию Центральной Батареи Силы планеты Оа.
В отчаянии, посчитав, что это последний способ остановить Хэла Джордана от безумства, Стражи Вселенной освободили Синестро из Центральной Батареи Силы, и послали его остановить Хэла. Джордан почти сразу отрезал голову Синестро, убив его, но как выяснилось позже, это была проекция Синестро, созданная Параллаксом и не отличимая от настоящего Синестро, который находился внутри Батареи. Параллаксу удалось поглотить энергию Батареи Силы и уничтожить весь Корпус Зелёных Фонарей, после чего настоящий Синестро выбрался и скрылся. Он думал, что с Корпусом Зелёных Фонарей покончено, однако позже узнал, что последний оставшийся в живых Страж Вселенной, Гансет, сделал кольцо из осколков кольца Хэла Джордана и Центральной Батареи Силы, и дал его молодому землянину Кайлу Райнеру. Кольцо, в отличие от всех зелёных колец, не имело слабости к жёлтому цвету, так как было сделано из Центральной Батареи уже после того, как её покинул Параллакс, который и являлся причиной уязвимости кольца.

### Война Света

#### ВойнаКорпуса Синестро

Синестро против Кэрол Феррис. Green Lantern: The Blackest Night #45

События Бесконечного Кризиса привели к восстановлению Мультиверс и воскрешению Анти-монитора. С его помощью Синестро сформировал собственный Корпус, назвав его Корпус Синестро, который был прямой оппозицией Корпусу Зелёных Фонарей с использованием жёлтого кольца силы вместо зелёного. Синестро спланировал масштабный план нападения на Корпус Зелёных Фонарей и положил начало событиям, известным как Война Корпуса Синестро (англ. Sinestro Corps War). Мотивы Синестро были таковы: он сознательно подстрекал Зелёных Фонарей развязать войну, чтобы добиться от Стражей Вселенной отмены закона о запрете применения оружия в бою между членами Корпуса. Зелёные Фонари взяли верх над Корпусом Синестро и Хэл Джордан столкнул Синестро в битве на Земле с Кайлом Райнером, в котором Джордан и Райнер одержали верх. Синестро был помещён в одно из зданий на планете Оа, в камеру смертников.

#### ЯростьКрасных Фонарей
После вынесения приговора, Синестро должен был быть казнён на его родной планете Коругар. Туда он отправился в сопровождении специально собранного конвоя, состоящего из Хэла Джордана, Джона Стюарта, Киловога, Салаака, и некоторых других членов Корпуса Зелёных Фонарей, а также трёх Альфа Фонарей. Прибыв на планету, группа попала в засаду, подстроенную членами Корпуса Синестро чтобы освободить своего лидера. В свою очередь, Корпус Синестро попал в ловушку, устроенную прибывшим на Коругар Атроцитусом и его только что сформированным Корпусом Красных Фонарей, который намеревался заполучить Синестро живым и лично казнить его. Им удалось взять в плен Синестро, убив многих Зелёных Фонарей и многих приспешников Синестро, и доставить его на планету Исмолт.
На Исмолте Атроцитус поведал Синестро о том, что его Корпус был сформирован, основываясь на ненависти к Синестро и его соратникам. Синестро пытался объяснить Красным Фонарям, что сила красного цвета неконтролируема, и превращает тех, кто её использует, в диких зверей. Атроцитус устроил пытку Синестро, убивая захваченных членов его Корпуса прямо у него на глазах, но тот остался непоколебим. Тогда Атроцитус провёл ритуал с использованием крови убитых и узнал, что на Коругаре у Синестро есть дочь.
Тем временем, на Исмолт прибыл Хэл Джордан с группой Голубых Фонарей, чтобы спасти Синестро, так как он должен сыграть важную роль в событиях Темнейшей ночи. Красные Фонари напали на них и казалось, уже почти победили, как подоспели сторонники Синестро, которым удалось его освободить и вернуть ему его кольцо. Во время боя Синестро убил Лэйру, бывшего Зелёного Фонаря, а ныне одну из Красных Фонарей. Увидев это, Хэл Джордан впал в ярость, атаковав Синестро и кольцо Лэйры, оставшись без хозяина, притянулось к Хэлу Джордану, который стал уязвимым из-за ярости, и сделало его одним из Красных Фонарей. Голубому Фонарю удалось освободить Хэла от красного кольца, а Синестро и его сторонники бежали. Синестро намеревался отправиться на планету Даксам, где Монгул уже установил свою диктатуру, провозгласив себя новым лидером бывшего Корпуса Синестро, который он собирался переформировать, но прежде он отправился на Коругар проверить, всё ли в порядке с его дочерью Сораник Нату.

#### Темнейшая ночь
Во время нападения на Замарон, Синестро с удивлением видит Кэрол Феррис среди Звёздных Сапфиров. Кэрол воздействует на Синестро кристаллом, заставляя его переживать события, касающиеся смерти его жены Арин Сур. Освободившись от кристалла, Синестро в ярости нападает на Кэрол, но в тот момент на планету прибывают Чёрные Фонари, среди которых был и бывший Зелёный Фонарь Абин Сур, который теперь стремился убивать и вырезать сердца по приказу своего хозяина. На Замарон телепротировался Хэл Джордан вместе с Племенем Индиго, лидер которых, Индиго-1, была знакома с Абин Суром. Чёрные Фонари уничтожили Центральную Батарею Силы Звёздных Сапфиров и телепортировались на Коругар, где Монгул пытался совершить переворот и переформировать Корпус. Разгневанный, что Монгул пытался свергнуть его с поста лидера, Синестро напал на него и хотя Монгул был сильнее Синестро, ему не удалось победить, так как Синестро сделал так, чтобы его кольцо автоматически защищало его в случае нападения. Он одолел Монгула и заключил его в тюрьму из его же кольца, а сам провозгласил себя бессменным лидером Корпуса Синестро. Он начал готовить план атаки на Чёрных Фонарей, как на планету прибыли два из них — Арин и Абин Сур.
В то время как Хэл Джордан и Кэрол Феррис атаковали Абин Сура, Синестро не смог нанести вреда своей бывшей жене Арин. Она была взорвана Индиго-1, но не уничтожена, и в итоге, всем троим пришлось объединить силы, чтобы одолеть Арин и Абина. После того, как Чёрные Фонари были удалены с Коругара, а Монгул больше не угрожал переворотом, все четверо решили объединить свои силы, чтобы воссоздать белый свет и разрушить Корпус Чёрных Фонарей. Хэл Джордан решил, что доверяет Синестро и они все отправились на Одим, чтобы призвать лидера Корпуса Голубых Фонарей присоединиться к ним, а позже — на Окаару, где нашли Атроцитуса в схватке с Ларфлизом и атакованных Чёрными Фонарями. После того, как их атака была отражена, Синестро связал Атроцитуса и сказал, что они готовы с ним сотрудничать, несмотря на то, что он хотел уничтожить его Корпус, Стражей Вселенной и Корпус Зелёных Фонарей. Однако, Атроцитус не принял предложение, попытавшись напасть на Синестро, но был усмирён Хэлом. После того, как они договорились с Атроцитусом и Ларфлизом, они телепортировались на планету Риат, базу Чёрных Фонарей и место, где последний раз находилась Чёрная Батарея Силы, но опоздали: она уже была отправлена на Землю, в Кост-сити, чтобы возродить лидера Чёрных Фонарей — Некрона.
Прибыв на Землю, все лидеры Корпусов попытались создать белый свет, который мог уничтожить Чёрных Фонарей и их батарею, однако, его оказалось недостаточно, и Некрон получил ещё большую силу. Тогда Индиго-1 призвала на помощь остальную часть своего Племени, чтобы они связались с другими членами всех Корпусов. Был найден дубликат кольца Синестро, который выбрал Пугало за его способность внушать большой страх и он присоединился к Корпусу. Когда их число увеличилось, они возобновили атаки на Корпус Чёрных Фонарей.
Когда Спектр напал на них, так как оказался в ловушке внутри тела Криспуса Аллена, который был воскрешён как Чёрный Фонарь, Хэл Джордан сказал Гансету вызвать с Оа Центральную Батарею, с помощью сил Хэла, Гая Гарднера, Джона Стюарта и Кайла Райнера. На вопрос Синестро об этом, он ответил, что после Войны Корпуса Синестро, четыре Зелёных Фонаря и Гансет разделили Параллакса и заключили его в тюрьму в батарее так, что никто не сможет освободить его. Сказав, что Синестро — единственный, кто может выпустить Параллакса, Хэл посчитал, что если Синестро объединится с паразитом, то сможет остановить Спектра. Синестро выпустил Параллакса, но тот, попробовав сразу же вселиться, был остановлен Хэлом, которому с ним удалось победить Спектра.
После, Синестро попытался объединиться с Параллаксом, чтобы увеличить свою силу и остановить Некрона, однако это противоречило пророчеству. После убийства одного из Стражей, Чёрная Рука с помощью его крови смог создать символ, который вызвал сущность, являющуюся воплощением всего живого. Увидев, как Сущность была атакована Некроном, Хэл понял, что она — эмоциональное воплощение, такое же, как Ион или Параллакс, и попытался связаться с Сущностью и объединиться с ней. Но Синестро остановил его, сказав, что это должен сделать он, так как ему это твердит и Параллакс, и коругарианцы, и его кольцо: «Таал Синестро с Коругара. Судьба ждёт».
Тогда, обладая силой, превосходящей Некрона, Синестро смог с лёгкостью разрушить Чёрных Фонарей, смог восстанавливать жизнь на Земле и воскрешать умерших. Некрон попытался вытащить Сущность из Синестро, разорвав его пополам, но даже это не причинило ему никаких травм — Синестро использовал белый свет, чтобы исцелиться и продолжил атаки на Чёрных Фонарей. Green Lantern (Vol.4) #52 (май, 2010)
Синестро, обладая силой большей, чем сила Некрона, смог, казалось бы, убить его. Но так как Некрон — воплощение смерти, он не может умереть, а просто ищет новое тело для переселения. Ему удалось отделить Сущность от Синестро, но это увидел Хэл и успел соединиться с ней. Он с помощью других воскресших героев окончательно разгромил Некрона, воскресив Чёрную Руку и с его помощью отрезав Некрону путь в мир живых.

### Светлейший день

Синестро в качестве Белого Фонаря. Green Lantern (Vol. 4) #52

Синестро обнаруживает, что Белая Батарея Силы находится в кратере на Земле и пытается поднять её, но ему не удаётся. Тогда к нему является белая Сущность и говорит, что ему необходимо найти Хэла Джордана. Синестро находит Хэла вместе с Кэрол Феррис и переносит их обоих к Белой Батарее. Он и другие члены Белого Корпуса должны преследовать Крона, который пытается захватить все эмоциональные воплощения всех корпусов. Синестро так же работал вместе с Кайлом Райнером и Корпусом Зелёных Фонарей, помогая им спасать Сораник Нату от Квардианцев, которым удалось получить оригинальное жёлтое кольцо Синестро.

### Война Зелёных Фонарей
В серии, которая стартовала весной 2011 года, Синестро и другие персонажи, включая четырёх Зелёных Фонарей Земли, попали в так называемую Чёрную Книгу Лиссы Драк, пытаясь остановить Крону, который намерен похитить воплощения всех эмоциональных корпусов, и способен контролировать их кольца, что в итоге привело к войне Зелёных Фонарей. Во время последних событий войны Синестро освобождён Кайлом Райнером, и его жёлтое кольцо, находившееся у Кроны, который уже успел захватить все семь видов колец, пытается вернуться к Синестро. Хэл Джордан атакует Крону, и Синестро слышит, как он декларирует клятву Зелёных Фонарей, и сам вдохновляется снова присоединиться к старому другу. Он помогает Хэлу и зелёное кольцо само надевается на палец Синестро, снова принимая его в Корпус Зелёных Фонарей. Синестро не был заинтересован снова вступить в ряды Корпуса, однако Стражи убедили его согласиться.

### Перезапуск DC
Синестро заменит Хэла Джордана в качестве лидера Корпуса в перезапуске серии Green Lantern, которая начнётся после окончания кроссовера Flashpoint.

## Силы и способности
Возможно потому, что Синестро оказался в заключении в Центральной Батарее Силы вместе с Параллаксом, он получил способность понимать страхи других людей и управлять ими, даже не имея доступа к своему кольцу.
Также он имеет телепатическую связь с членами своего Корпуса, что тоже, возможно, связано с его пониманием человеческих эмоций. Его жёлтое кольцо подпитывается от страха других людей, и так же даёт способности, присущие и Зелёным Фонарям: полёт, создание конструкций из энергии кольца, защитная аура и щиты.

## Прототип и внешность
Прототипом внешности Синестро стал американский актёр Дэвид Найвен, однако черты внешности Синестро, присущие инопланетянам, менялись с годами публикаций, а также заметно различаются в анимационных фильмах и сериалах. Его цвет кожи, как и других коругарцев, обычно описывается как просто «красный», но редко изображается таковым, чаще всего глубокий розовый, алый, фиолетовый или оттенков маджента, в зависимости от колориста. Кроме этого, многие художники изображают Синестро с высоким, удлинённым лбом (по аналогии с Лидером, злодеем вселенной Халка) и вытянутыми ушами, как у эльфов Толкина, а некоторые изображают его с более привычными для людей чертами лица. Примечательно, что другие выходцы с Коругара, например его дочь Сораник Нату или один из Зелёных Фонарей Катма Туи, никогда не изображались с высоким лбом или эльфийскими ушами.

## Другие версии

### Мультивселенная
В заключительном, 52-м, выпуске серии комиксов 52, стало известно о существовании Мультиверс — 52-х параллельных вселенных, в каждой из которых существует Земля с теми же персонажами, героями. Мультиверс позволил создателям комиксов развивать идею параллельных миров в сюжетных линиях комиксов, и создавать персонажей исходя из предположения, как могла бы измениться их судьба, если бы изменились определённые события в их вселенной, который положили начало новой цепочке случайностей, известной как «альтернативная реальность». Кроме того, персонажи из параллельных вселенных часто взаимодействовали, посредством перемещения через пространственно-временной туннель.
В еженедельной серии Countdown to Final Crisis, которая издавалась DC Comics в 2007—2008 годах, а также её спин-офф, непосредственно сообщалось и намекалось, что в одной из вселенных Мультиверс существует альтернативная версия Синестро. Например, в выпуске Countdown #16 уопминалось, что Синестро с Земли-51 был убит Бэтменом той же вселенной в крестовом походе против злодеев. В третьем выпуске спин-оффа под названием Countdown Presents: Lord Havok and the Extremists изображена альтернативная версия Синестро, которая зовётся Зелёный Синестро и входит в состав участников армии злодеев Монарха.

### Elseworlds
Другая альтернативная версия Синестро появляется в Batman: In Darkest Knight.

### Flashpoint
В альтернативной временной линии Flashpoint Синестро всё ещё один из Зелёных Фонарей и его учитель и друг Абин Сур ещё жив. Их дружба стала напряжённой после смерти сестры Абина, Арин Сур . Абин Сур отправляется на Землю, а Стражи Вселенной подбираются к планете-тюрьме Исмолт, базе Атроцитуса и его Корпуса Красных Фонарей, чтобы найти пророчество под названием «Flashpoint».

## Вне комиксов

### Телевидение

Синестро и Хэл Джордан в фильме Зелёный Фонарь: Первый полёт (2009)

- Синестро появился в некоторых эпизодах мультсериала «Challenge of the Super Friends», где был частью Легиона Ужаса. Озвучен актёром Виком Перрином в первых трёх эпизодах и Доном Мессиком в остальных.
- В 1979 году комик Чарли Каллас сыграл Синестро в фильме «Легенды супергероев» (англ. «Legends of the Superheroes»)
- Появился в эпизоде «И в яркий день» мультсериала «Супермен», где его озвучил Тед Ливайн. Участвовал в борьбе против нового Зелёного Фонаря Кайла Райнера.
- В мультсериале «Static Shock», эпизод «Павший герой», где он похитил Джона Стюарта и подстроил нападение на корпус
- Синестро стал одним из членов Секретного Общества Суперзлодеев в заключительном сезоне мультсериала «Лига Справедливости: без границ», где появился в двух эпизодах.
- В эпизоде «The Green Loontern» сериала «Дак Доджерс» он пытался похитить всех Зелёных Фонарей, но был остановлен Даком Доджерсом.
- Появился в эпизоде «Ring Toss» в пятом сезоне мультсериала «Бэтмен» и был озвучен Мигелем Феррером. Так же, как в комиксах, Синестро был учителем Хэла Джордана в Корпусе Зелёных Фонарей, после чего вступил в бой между ним и Бэтменом.
- В эпизоде мультсериала «Бэтмен: отважный и смелый» Синестро был озвучен Ксандром Беркли. Помог Бэтмену, Гаю Гарднеру нанести поражение Десперо, а позже пытался взорвать Мого, но был остановлен Гарднером. Также в одном из эпизодов, эпизодически фигурирует его героический двойник из «зеркальной» вселенной.
- Появляется в мультфильме «Зелёный Фонарь: Берегись моей силы».

### Кино

Марк Стронг в роли Синестро в фильме «Зелёный Фонарь»

- В мультфильме «Зелёный Фонарь: Первый полёт», Синестро выступал в качестве главного антагониста и был озвучен Виктором Гарбером. Синестро считал, что все остальные члены Корпуса недостаточно хорошо поддерживают порядок во Вселенной. Стремясь свергнуть Оа, он ищет жёлтую энергию для создания жёлтых колец силы для управления страхами. Когда он впервые надевает жёлтое кольцо, его костюм меняет цвет зелёного на жёлтый и меняется знак на груди.
- Синестро появился в полнометражном фильме «Зелёный Фонарь», где его роль исполнил актёр Марк Стронг. В фильме Таал — член Корпуса Зелёных Фонарей, один из тренеров новобранца Хэла Джордана и один из самых уважаемых членов Корпуса. Был другом Абин Сура. Синестро поначалу не доверяет Хэлу, утверждая, что тот не достоин носить кольцо силы, и поэтому жёстко тренирует, заставив Хэла покинуть Корпус. Однако позже Синестро помогает ему вместе с Томаром-Ре и Киловогом. Для борьбы с Параллаксом Синестро убедил Стражей Вселенной выковать первое жёлтое кольцо, использующее силу страха. Однако, ему помешал Хэл Джордан; в конце фильма он признаёт Хэла Джордана достойным носить зелёное кольцо и приветствует его от имени всех Зелёных Фонарей. После титров Синестро надевает жёлтое кольцо.[21]
- Синестро появился в полнометражном анимационном фильме 2011 года «Зелёный Фонарь: Изумрудные рыцари», где был озвучен Джейсоном Айзексом.[22]

### Видеоигры
- Синестро и Корпус Синестро появились в камео в компьютерной игре «Mortal Kombat vs. DC Universe».
- В компьютерной игре «Batman: The Brave and the Bold — The Videogame» его озвучил актёр Ксандер Беркли.[23]
- В игре «DC Universe Online» голосом Синестро был актёр Роберт Крафт.
- Синестро появился в видеоигре «Green Lantern: Rise of the Manhunters» по мотивам полнометражного фильма, где его озвучит канадский актёр Девид Кей.
- Появляется в игре LEGO Batman 2: DC Super Heroes в качестве злодея. Играбельный персонаж.
- Появляется в игре Injustice: Gods Among Us в качестве злодея и играбельного персонажа. В режиме истории было показано что после победы над Кал-Элом он отправился в странствие и столкнулся с сущностью и стал Белым Фонарем, вычеркнув Черных Фонарей в самом зародыше.

### Упоминания в поп-культуре
- В фильме «Симпсоны в кино» Синестро упоминает Продавец Комиксов. Он предполагает, что крики Абрахама Симпсона «EPA!», во время его видения от Бога, похожи на крики, издаваемые Синестро, когда тот бросает Зелёных Фонарей в чан с кислотой.
- Версия Синестро из сериала «Super Friends» появляется в американском телевизионном шоу «Mad». Синестро появляется там с жёлтым кольцом и просит пять долларов за то, чтобы вылечить двух геров от зевоты, а позже взрывает их при помощи кольца.

## Критика и отзывы
- В 2009 году Синестро вошёл в список 100 величайших злодеев комиксов по версии IGN, где занял 15-е место.[24]
- Также был номинирован на премию Eagle Award в категории «Лучший злодей комиксов» в 2008 году.[25]